# William Compton Bolton
Pour les articles homonymes, voir William Compton.
William Compton Bolton, né William Bolton Finch, mort le 22 février 1849 en Méditerranée, est un officier de marine américain.

## Biographie
Il est célèbre pour avoir commandé le Vincennes et avoir ainsi accompli le premier tour du monde effectué par un navire américain.
Parti de New York en septembre 1826, le navire passe le cap Horn, atteint Callao, les îles Sandwich, Macao, Manille, Le Cap puis Sainte-Hélène.
En 1848, il est nommé Commandant de l'escadre de la Méditerranée puis sert dans l'Africa Squadron. Il est tué en service le 22 février 1849. Il est inhumé à Washington le 27 juillet 1850.
Sa veuve, Mary H. Lynch Bolton, épouse le 3 octobre 1854 Charles Wilkes.